# La Mailleraye-sur-Seine
La Mailleraye-sur-Seine is een plaats en voormalige gemeente in het Franse departement Seine-Maritime (regio Normandië) en telt 1900 inwoners (2004). De plaats maakt deel uit van het arrondissement Rouen. La Mailleraye-sur-Seine is op 1 januari 2016 gefuseerd met de gemeente Saint-Nicolas-de-Bliquetuit tot de gemeente Arelaune-en-Seine. 

## Geografie
De oppervlakte van La Mailleraye-sur-Seine bedraagt 44,1 km², de bevolkingsdichtheid is 43,1 inwoners per km². De plaats ligt aan de Seine.
De onderstaande kaart toont de ligging van La Mailleraye-sur-Seine met de belangrijkste infrastructuur en aangrenzende gemeenten.

## Demografie
Onderstaande figuur toont het verloop van het inwonertal (bron: INSEE-tellingen).